# Thiacidas alboporphyrea
Auchenisa alboporphyrea là một loài bướm đêm trong họ Noctuidae.